# Xestia infimatis
Xestia infimatis är en fjärilsart som beskrevs av Augustus Radcliffe Grote 1880. Xestia infimatis ingår i släktet Xestia och familjen nattflyn. Inga underarter finns listade i Catalogue of Life.